# Émile Jourdan (pintor)

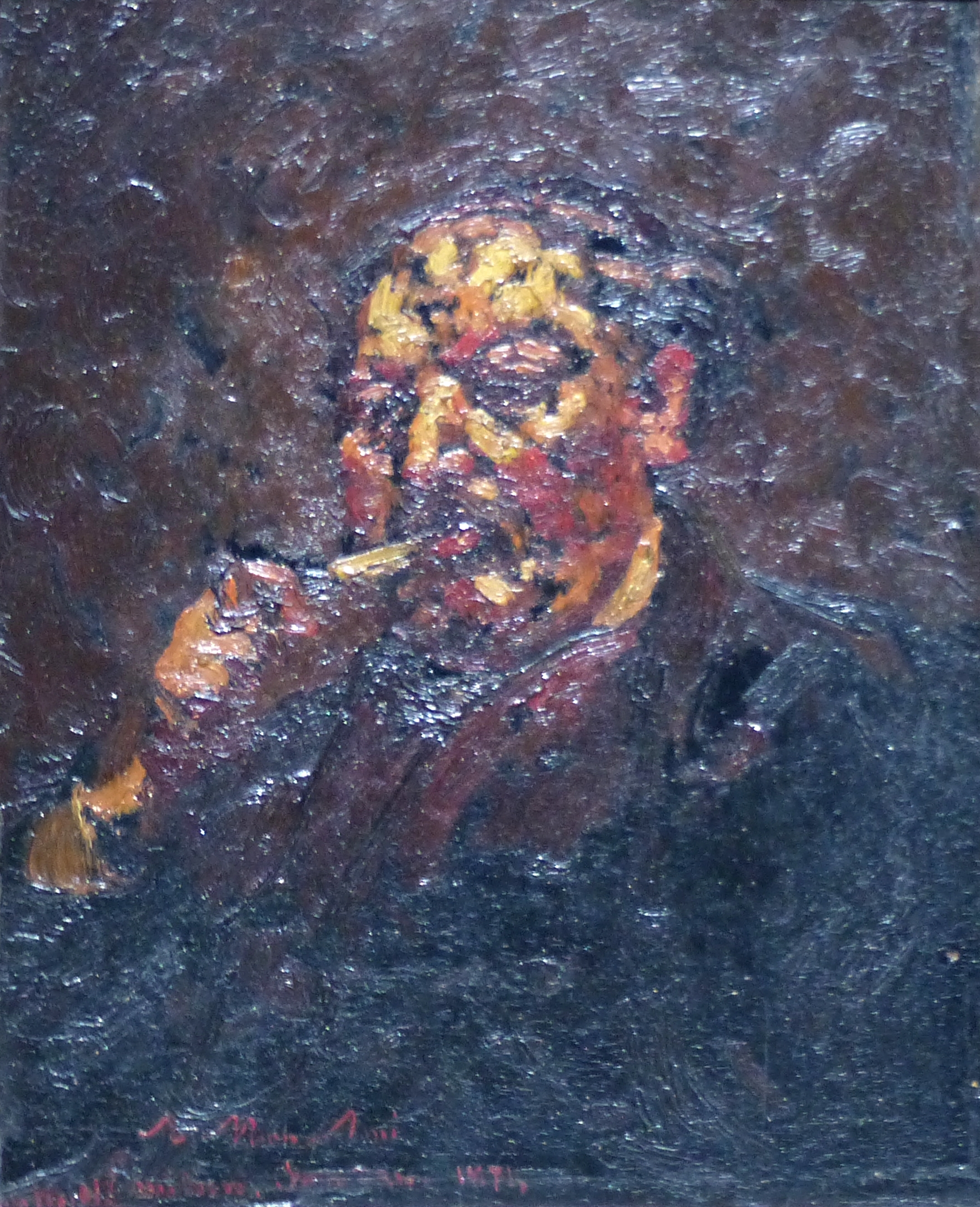
Adolphe Joseph Thomas Monticelli - Retrato de Émile Jourdan

Émile Jourdan, nacido en Vannes el 30 de julio de 1860 y muerto en Quimperlé el 29 de diciembre de 1931, fue un pintor francés.

## Biografía

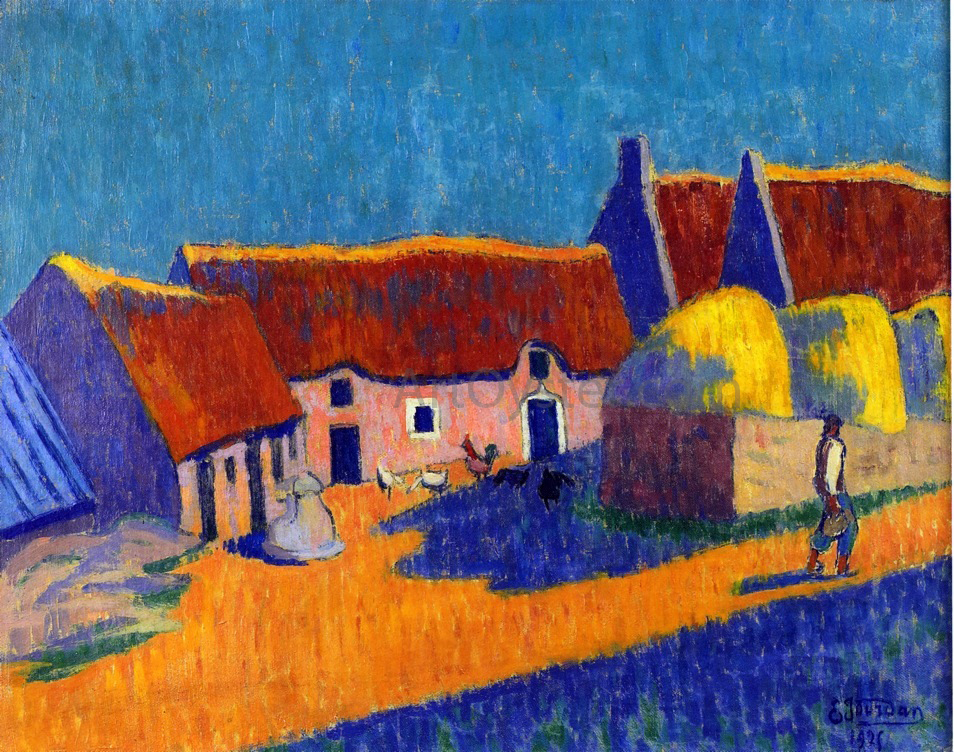
Jourdan - Breton village

Hijo de Prosper Jourdan, capitán de la brigada de aduanas y su esposa Aline Paturel, Émile Jourdan pasó una infancia feliz, estudió en Vannes y comenzó a pintar en 1876.

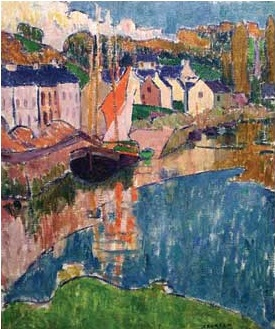
Jourdan - Barques au port de PontAven

Inscrito en la Ecole des Beaux-Arts de París, fue aprendiz en los estudios de William Bouguereau y Tony Robert-Fleury desde 1880 hasta marzo de 1886. Se matriculó entonces en la Académie Julian, donde se convirtió en el macero de su taller y no dejó de llamar la atención con sus trajes bretones, su chaleco bordado de vivos colores y su sombrero con guías. También viajó a Argelia en 1883.
Recibe un poco de dinero de sus padres y con su compañero de clase Édouard Michelin monta un taller bastante grande donde cada uno tiene su sitio. 

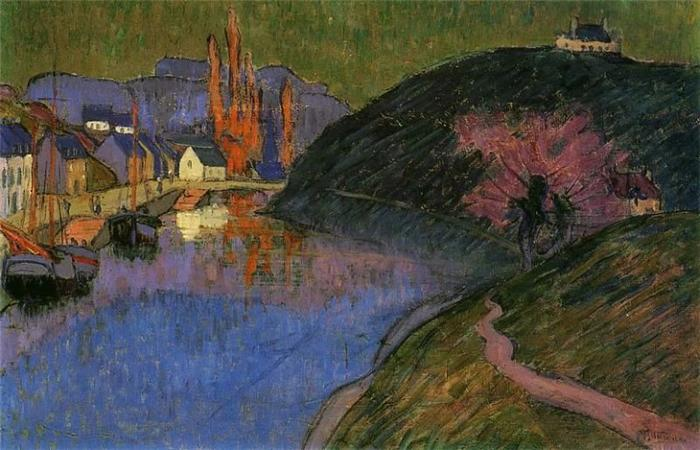
Jourdan - Le port de Pont-Aven

Émile Jourdan llegó a Pont-Aven en el verano de 1886 y se instaló en la Pensión Gloanec, donde conoció a Paul Gauguin. Se hizo amigo de Émile Bernard, Ernest de Chamaillard, Charles Laval y Henry Moret. Decide instalarse en este lugar y relatará más tarde, en 1925 a Léon Tual, su llegada a la pensión Gloanec y el modo en que conoció a Gauguin. Permanecerá en Pont-Aven desde 1888 hasta 1931, año de su muerte. Se unió al grupo de Gauguin, adoptó su estética y desarrolló su estilo hacia el sintetismo después de que Gauguin partiera hacia Oceanía.

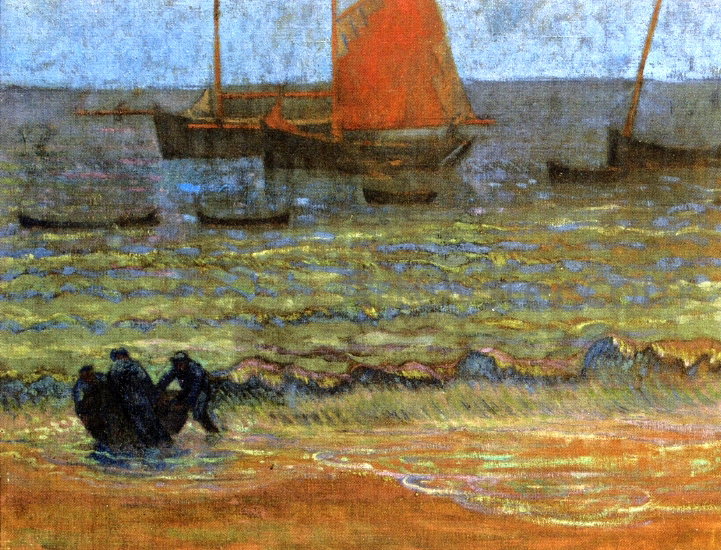
Jourdan - Marina

En 1891, se encuentra en Lézaven y utiliza el estudio alquilado por Gauguin y su grupo de amigos. Este taller se había establecido en las dependencias de la mansión Lézaven para los pintores estadounidenses. Ese mismo año conoció a Maxime Maufra en el Hôtel de Bretagne de Pont-Aven y se convirtió en amante de la camarera de 19 años, Catherine Guyader. Se embarcó en el Dieudonné, bergantín comandado por el capitán Canevet con destino a Finlandia. El barco naufragó frente a Riga, donde pasó unos meses.
De vuelta en Pont-Aven en la primavera de 1892, se instala con Catherine Guyader en la casa Guégen de la rue de Concarneau, al lado del estudio alquilado por sus amigos Moret, Bernard y Gauguin. El año siguiente vio el nacimiento de su hijo Yann.
Como espectador, con Seguin y Roderic O'Conor, observa la pelea provocada por Annah the Javanese en el puerto de Concarneau, donde los marineros le rompieron el tobillo a Gauguin.
En 1896 nació su hija Renée. Sin contar mucho, recibe a sus amigos con generosidad cuando vende algunos cuadros. Su estudio es un lugar de encuentro que frecuentan Ernest de Chamaillard, Charles Filiger, Henry Moret o Paul Sérusier.
En 1901 nació su tercer hijo, Guy. Maurice Denis, de paso por Pont-Aven 1905, lo visitó. En 1907 perdió a su madre, que se ocupaba en gran medida de los gastos de su hogar y rápidamente despilfarró la herencia que ella le dejó. Como ya no pagaba el alquiler, fue desalojado por su casera, y sus muebles y pinturas fueron vendidos en una subasta. Después lleva una vida errante, yendo de Pont-Aven a Riec-sur-Bélon y Moëlan.
Era muy exigente consigo mismo, destrozando todas sus obras que no le gustaban. Esto explica las pocas obras que dejó. Solo se dedicaba a su arte y fue incapaz de mantener a su familia.
Después de 1910, su paleta se oscurece reflejando sus angustias. De 1911 a 1920, se aloja regularmente en Brigneau, en el Auberge de la Mère Bacon, donde conoce a Maurice Asselin, Jacques Vaillant, Roland Dorgelès y Pierre Mac Orlan. Este último le retratará en el personaje de su novela El canto de la tripulación.
Era un hombre culto, ocurrente, un tanto bohemio, que tuvo la suerte de conocer fieles amigos que le proporcionaron comida y alojamiento, como Fernand Jobert en Belon, el doctor Ravallec en Moëlan-sur-Mer, el escultor Jean Le Corronc en Pont- Aven, el pintor Ernest Correleau y su esposa que dirigía el Hôtel de la Poste en Pont-Aven  
Ante su descuido, su familia lo abandonó. Vive solo en un ático de la rue de Bannalec en Pont-Aven. La suerte le sonrió en la persona de Madame Halley, una rica australiana que, en 1927, se convirtió en su mecenas. Pero el artista pone sus condiciones: no funciona por encargo y cansada de discutir, la Sra. Halley abandona a su protegido después de un año.
Muere el 29 de diciembre de 1931 en el hospicio de Quimperlé, carcomido por el alcoholismo y la pobreza.

## Obras en colecciones públicas
- Pont-Aven, Museo de Bellas Artes :
  - La Capilla de Trémalo, 1910, óleo sobre lienzo ;
  - Capilla de Lanriot a la luz de la luna, 1926, óleo sobre lienzo.
- Brest, Museo de Bellas Artes :
  - El puerto de Brigneau, 1914, óleo sobre tabla, 110 × 100   ;
  - Molinos de Pont-Aven, cartón, 24 x 19 cm;[2][3]
  - Barcos de pesca en el puerto de Brigneau, hacia 1911, 46,2 x 55 cm[4]

Œuvres d'Émile Jourdan
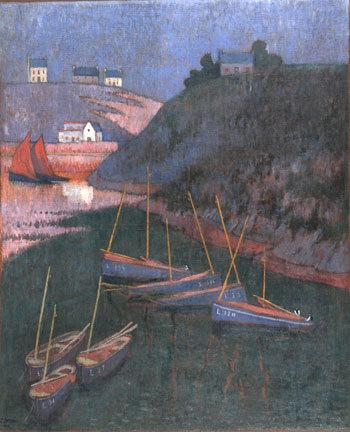
El Puerto de Brigneau, Museo de Bellas Artes de Brest .
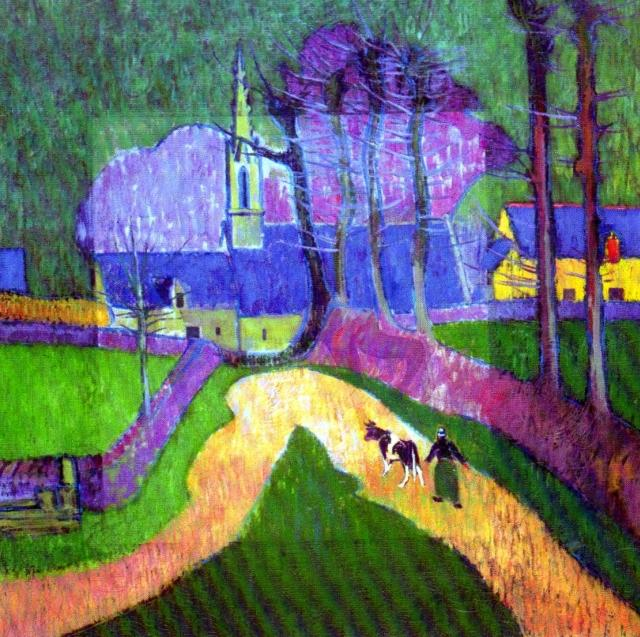
Emilio Jourdan : La capilla de Trémalo (1910) Museo de Bellas Artes de Pont-Aven .
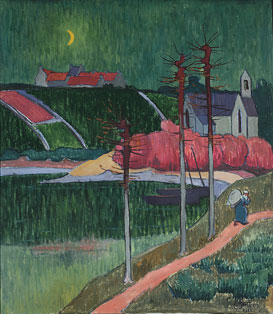
Emilio Jourdan : La capilla de Lanriot a la luz de la luna (1926), Museo de Bellas Artes de Pont-Aven .